# 明十三陵
明十三陵，坐落於中华人民共和国北京市昌平区十三陵镇的天壽山下40平方公里的小盆地，距離北京市中心約50公里，是明朝皇帝的墓葬建築群。自永乐七年五月（1409年）起用，直到安葬崇禎帝後結束，歷時230多年，共葬有13位皇帝，23位皇后、2位太子、30餘名妃嬪、1位太監，是全球保存最完整的皇陵墓葬群之一。2003年7月3日，与清东陵、清西陵等明清皇家陵寝一道，被联合国教科文组织列为世界文化遗产。

## 历史

顺治帝下旨保護十三陵，該諭旨刻於长陵祾恩門左側碑亭的無字碑上

明朝共有16位皇帝，但北京的明十三陵只有13位皇帝，未入陵者因由各异。明朝开国皇帝朱元璋统治期間首都一直位於南京，死后亦葬于南京紫金山的「孝陵」；继位的长孙惠宗朱允炆於其叔父燕王朱棣（即后来的成祖）发起「靖难之变」攻破南京之后失踪，加上成祖不承认其帝位，因此没有帝陵；第七帝代宗朱祁钰，在其兄英宗于土木堡之变被瓦剌所俘之后登上帝位，英宗奪門之變复辟後不承认其帝位，捣毁其在天寿山修建的寿陵（一说寿陵被改建为在位僅29天的光宗陵墓並改名庆陵），以亲王身份将其葬于北京西郊金山（當時妃嫔、亲王及公主專用的皇家陵園，今名玉泉山），後憲宗重新承認其地位並擴建其墓成為景泰陵。
十三陵的主陵是朱棣于1409年至1413年最早兴建的長陵，他当时经「车驾临视」，钦定山名为「天寿山」，1424年他于北征鞑靼途中驾崩，后安葬于此，但长陵工程直至1427年始全部竣工。期后近20年的兴建，形成长达7公里多的完整建筑群。
13座陵墓中，永樂帝的长陵、嘉靖帝的永陵和万历帝的定陵，均是生前所建，规模亦最大，其餘陵墓则是死后才动工，大约会用半年修建。崇祯帝雖為亡国之君并無正式建陵，但仍葬於十三陵內，以其妃田氏的墓穴擴建為皇陵。
清政权清点明代帝王陵寝，并给予了一定程度的保护，从顺治到乾隆，也有不同程度的修缮。晚清随着政权衰微，陵墓区域修缮和保护逐渐废弛，但主体墓葬群塚均保存完好。
1955年，时任北京市副市长、明史学家吴晗经与时任中国科学院院长郭沫若商议后，报请国务院挖掘十三陵中的长陵，经时任国务院总理周恩来批示同意发掘。同年，由吴晗、郭沫若、沈雁冰（茅盾）、邓拓、范文澜、张苏、夏鼐、郑振铎、王昆仑所组成的“长陵发掘委员会”成立。9月，明十三陵地区由当时的昌平县改隶北京市园林局。
1956年决定改为“试掘”定陵，1957年打开定陵地宫，1959年文化部文物局批准成立定陵博物馆。但由于技术和认识的落后，包括帝后棺椁在内的许多文物在出土后被损毁。
1957年，北京市人民政府公布十三陵为北京市第一批重点古建文物保护单位。1961年，十三陵被公布为第一批全国重点文物保护单位。
1966年文化大革命开始后兴起「破四旧」运动，十三陵很快成为波及的一处区域。大量定陵出土文物被从北京城区前来“串联”的红卫兵毁坏。8月24日，万历皇帝和孝靖、孝端皇后的遗骸，被定陵博物馆的“造反派”团伙在定陵大红门前广场公开焚毁。
1967年活动退潮后文物部门清点，明十三陵的古建筑和附属文物有变更和损坏，多由于管理使用单位在破“四旧”中，自动破坏或迁移，各陵宝城、明楼砖石被拆走。
1972年底，定陵博物馆和十三陵管理处合并，划归北京市园林局。
1981年6月，北京十三陵特区办事处成立，定性为当时的昌平县人民政府派出机构，接管十三陵管理处职能。
1982年11月，中华人民共和国国务院公布八达岭——十三陵风景区为全国44个重点风景名胜保护区之一。1995年12月，「明十三陵博物馆」成立。2003年7月3日，明十三陵列入联合国《世界遗产名录》。
目前，长陵、定陵、昭陵、康陵和神道可供游客参观，其余陵均未开放。

## 風水佈局

明十三陵布局的一幅水彩画

十三陵背靠的天寿山麓屬於太行山脈，西通居庸關，北通黃花鎮，南向昌平州，成為十三陵及京師之北面屏障。太行山起澤州，蜿蜒綿亙北走千百里山脈不斷，至居庸關。明末清初學者顧炎武曾指：「群山自南來，勢若蛟龍翔；東趾踞盧龍，西脊馳太行；後尻坐黃花（指黃花鎮），前面臨神京；中有萬年宅，名曰康家莊；可容百萬人，豁然開明堂。」明代視此為風水地，陵區以常綠的松柏樹為主。
十三陵原有一圈围墙（部分依山势，无人工墙体），围墙上有两门、十口。两门为大红门和小红门，十口为榨子口、西山口、德胜口、雁子口、锥石口、贤庄口、灰岭口、老君堂口、东山口和中山口。这些山口为水关（泄洪口）或交通要道。围墙及山口大部分为明朝嘉靖年间，为保护陵寝安全而修建。清朝以后，才允许守陵人住在墙内，陵寝周围也才渐渐出现村庄。围墙和山口现仅存一些遗迹。
石牌坊位于神道的最南端（也是目前陵区最南端保留的地面建筑），建于嘉靖十九年（1540年），此后明代前往陵区的官员都要从此下舆改骑马前行，以示尊敬。石牌坊北1.5公里为陵区门户大红门。大红门为单檐庑殿顶，黄琉璃瓦，下辟券门三洞。中门为帝后棺椁、神御物等通过，东门为皇帝前来朝拜通道，西门为大臣们的通道。
明十三陵依山而建，沿襲南京孝陵的模式，即除神道共用外，各陵都是前為祭享區，後為墓冢區。陵墓規格相近，各據山頭，陵與陵之間相距500米至8000米不等。除思陵偏在西南一隅外，其餘均成扇面形分列於長陵左右。亦有陵仿孝陵之制，稱有一座叫「啞巴院」的建築，或更設一座琉璃照壁作為屏幕障。
每座陵墓的陵門設有碑亭，碑文記載皇帝生前的業績，應由嗣皇帝來撰寫。但自從明仁宗為其父朱棣寫了一篇3500字的紀功碑文後，再也沒有嗣皇帝續寫。所以現在除了長陵碑外，其餘各陵都成了無字碑。
以規模較大的定陵（萬曆帝墓）為例，其地面建築的總布局，呈前方後圓，象徵「天圓地方」。地面建築佔地18萬平方米，前有寬闊院落三進，後有高大寶城一座。陵墓有祠祭署、宰牲亭、定陵監、神宮監、神馬房等附屬等建築物300多間，往後是陵園最外面的圍牆－外羅城（圍牆外的圍牆）。

### 其他园寝
- 共有七座陪葬墓，如下：[1]:124—130，134
  - 东井，位于德陵东南馒头山之南。东井、西井墓主不详。推测为明成祖妃嫔。
  - 西井，位于定陵西南、昭陵西北。
  - 万贵妃墓，昭陵西南约一公里处的苏山，行政上属十三陵镇万娘坟村。
  - 郑贵妃墓，万娘坟村向南一公里处银钱山。
  - 神宗四妃墓，郑贵妃墓南约0.5公里处，俗称东小宫。
  - 世宗六妃、二太子墓，神宗四妃墓及悼陵之间，俗称小宫。
  - 世宗三妃墓（悼陵），世宗六妃、二太子墓稍南，俗称大宫。
- 王承恩墓

## 耗費
明十三陵雖屬皇家工程，但總體耗費並無全面的精準紀錄，但部分陵寢的紀錄仍可作參考。1584年動工的萬曆帝陵墓定陵，是十三陵中三大陵墓之一，1584年動工，歷時6年，當時共耗用800萬銀兩。
安葬明穆宗朱載坖及三位皇后的昭陵，早年施工不周，完工後一年，建築便出現了地基沉陷的問題。1574年，昭陵神宮監官陶金等上奏說：「六月以來，陰雨二日，本陵棱恩門裡外磚石沉陷。」1575年正月，明神宗不得不委派工部左侍郎陳一松等提督再修昭陵。第一次興建地面建築，共動用庫銀390932兩，仍未計算當中木植、白城磚、大石窩等費用。後來又有戶、兵二部動用110119銀兩，總計501050銀兩。其中；營繕司又用204422銀兩，虞衡司 13145兩，都水司118854兩，屯田司164628兩。
第二次修葺的費用，文獻中沒有明確記載，但據《明熹宗實錄》記載，前後兩次修建共用銀150餘萬兩。這還不算嘉靖時營建玄宮的費用。如算上嘉靖年間營陵的費用，其總用度至少在200萬兩以上，當時隆慶年間一年的財政總收入亦只有230餘萬兩。
由於營建昭陵需要龐大的錢糧開支，工部庫銀匱乏到了極點。萬曆二年（1574年）八月修繕涿州橋，工部拿不出銀兩，兵部派不出軍匠，最終輔臣張居正請求明神宗懇請太后解囊捐銀，僱工修建。

## 明朝皇帝陵列表
明朝历任16位皇帝，当中13人葬於明十三陵，但朱元璋葬于南京，此后追谥祖上朱百六、朱四九、朱初一及朱世珍等。明惠宗朱允炆失踪，无帝陵，而景泰帝则葬于北京西郊金山下。相信是明英宗1457年发动夺门之变复辟之后，不承认景泰帝的帝位，以及景泰帝不肯歸还本屬他的皇位，但並无去其年号。详见土木堡之变。
| 陵名   | 皇帝名               | 年号      | 庙号           | 谥号                 | 在位年代              | 世系                       | 享年 | 附葬皇后            | 陵址                           | 图片 |
| ------ | -------------------- | --------- | -------------- | -------------------- | --------------------- | -------------------------- | ---- | ------------------- | ------------------------------ | ---- |
| 祖陵   | 朱百六 朱四九 朱初一 |           | 德祖 懿祖 熙祖 | 玄皇帝 恆皇帝 裕皇帝 |                       | 太祖高祖 太祖曾祖 太祖祖父 | 不详 | 胡氏 侯氏 王氏      | 江苏省盱眙县管镇乡             |      |
| 皇陵   | 朱世珍               |           | 仁祖           | 淳皇帝               |                       | 太祖父親                   | 64岁 | 陈氏                | 安徽省凤阳县西南               |      |
| 孝陵   | 朱元璋               | 洪武      | 太祖           | 高皇帝               | 1368－1398            |                            | 71岁 | 马氏                | 江苏省南京市鐘山南麓           |      |
| 長陵   | 朱棣                 | 永樂      | 成祖           | 文皇帝               | 1402－1424            | 太祖四子                   | 65岁 | 徐氏                | 北京市昌平区天壽山下           |      |
| 獻陵   | 朱高炽               | 洪熙      | 仁宗           | 昭皇帝               | 1424－1425            | 成祖长子                   | 48岁 | 张氏                | 北京市昌平區天壽山黃山寺一嶺下 |      |
| 景陵   | 朱瞻基               | 宣德      | 宣宗           | 章皇帝               | 1425－1435            | 仁宗长子                   | 37岁 | 孙氏                | 北京市昌平區天壽山黑山下       |      |
| 裕陵   | 朱祁鎮               | 正統 天順 | 英宗           | 睿皇帝               | 1435－1449 1457－1464 | 宣宗长子                   | 38岁 | 钱氏                | 北京市昌平區天壽山石门山下     |      |
| 景泰陵 | 朱祁鈺               | 景泰      | 代宗           | 景皇帝               | 1449－1457            | 宣宗二子                   | 30岁 | 汪氏                | 北京市海淀区金山下             |      |
| 茂陵   | 朱见深               | 成化      | 宪宗           | 纯皇帝               | 1464－1487            | 英宗长子                   | 41岁 | 王氏 紀氏 邵氏      | 北京市昌平區天壽山聚宝山下     |      |
| 泰陵   | 朱祐樘               | 弘治      | 孝宗           | 敬皇帝               | 1487－1505            | 宪宗三子                   | 36岁 | 张氏                | 北京市昌平區天壽山筆架山下     |      |
| 顯陵   | 朱祐杬               |           | 睿宗（追尊）   | 獻皇帝（追尊）       |                       | 宪宗四子                   | 44岁 | 蒋氏                | 湖北省钟祥市松林山（純德山）下 |      |
| 康陵   | 朱厚照               | 正德      | 武宗           | 毅皇帝               | 1505－1521            | 孝宗长子                   | 31岁 | 夏氏                | 北京市昌平區天壽山莲花山下     |      |
| 永陵   | 朱厚熜               | 嘉靖      | 世宗           | 肃皇帝               | 1521－1566            | 宪宗孙子                   | 60岁 | 陈氏 方氏 杜氏      | 北京市昌平區天壽山阳翠岭下     |      |
| 昭陵   | 朱載坖               | 隆庆      | 穆宗           | 莊皇帝               | 1566－1572            | 世宗三子                   | 36岁 | 李氏 陳氏 李氏      | 北京市昌平區天壽山大峪山下     |      |
| 定陵   | 朱翊鈞               | 万历      | 神宗           | 显皇帝               | 1572－1620            | 穆宗三子                   | 58岁 | 王氏                | 北京市昌平區天壽山大峪山下     |      |
| 慶陵   | 朱常洛               | 泰昌      | 光宗           | 貞皇帝               | 1620                  | 神宗长子                   | 39岁 | 郭氏 王氏 劉氏      | 北京市昌平區天壽山黃山寺二嶺下 |      |
| 德陵   | 朱由校               | 天啟      | 熹宗           | 悊皇帝               | 1620－1627            | 光宗长子                   | 23岁 | 张氏                | 北京市昌平區天壽山潭峪岭下     |      |
| 思陵   | 朱由檢               | 崇祯      | 思宗           | 烈皇帝               | 1627－1644            | 光宗五子                   | 34岁 | 皇后周氏 皇貴妃田氏 | 北京市昌平區天壽山鹿山下       |      |

## 近代大事紀
- 1929年：1月30日，河北省委員會第六十一次會議通過《河北省昌平縣明陵保護辦法》。決定在長陵設護陵警察分駐所
- 1935年：1月，北平市政府根據國民政府保護古物的命令，派人勘測長陵，估算修繕經費。3月21日開工修葺，6月27日竣工。工程項目有大紅門、神功聖德碑亭、龍鳳門、長陵陵門、陵內碑亭、祾恩門、祾恩殿、內紅門、牌樓門、明樓、皇牆、神帛爐等
- 1937年：思陵等先後被各股土匪盜發
- 1937至1948年：獻、景、裕、茂、泰、康、永、昭、慶、德等陵殘壞的祾恩門、祾恩殿，在戰亂中被逐漸拆毀，只餘殘垣斷壁。思陵享殿、碑亭、明樓被國民革命軍拆除後，將磚運走修炮樓
- 1949－1950年：隸屬河北省通縣專署的昌平縣政府，設立護陵委員會駐景陵村
- 1952年：10月，河北省文化局指示，改護陵委員會為十三陵文物保管所
- 1955年：1月，北京市人民政府根據前政務院關於接管十三陵，修繕古建築，植樹造林，闢為公園的指示，派市建築工程局第一建築公司備料施工，修葺長、景、永三陵；9月，明十三陵由河北省昌平縣劃歸北京市園林局。
- 1957年：北京市人民政府公布十三陵為北京市第一批重點古建文物保護單位。5月，打開定陵地下玄宮，出土文物近3000件
- 1958年：文化部文物局批准成立定陵博物館。
- 1959年：10月，定陵正式對外開放（隸屬北京市文化局）
- 1961年：國務院公布十三陵為第一批全國重點文物保護單位。
- 1961年至90年代：修復工作進行，其餘陵墓陸續開放
- 1966年8月24日：“文化大革命 ”時期，在“打倒地主階級頭子萬曆”的口號聲中，由定陵博物馆工作人员组成的“造反派”进入定陵博物館文物库房，把「明神宗朱翊钧」、「孝端显皇后」王氏及「孝靖皇后 」王氏的三具屍骨拉出來擺放在定陵大紅門前廣場上，進行“批鬥”，最終付之一炬。
- 1987年：4月，修缮昭陵工程开工；1992年竣工。
- 1995年：5月，修繕獻陵工程竣工；7月，神路二期工程竣工；12月「明十三陵博物館」成立。
- 2003年：7月3日，經聯合國教科文組織審議，明十三陵列入《世界遺產名錄》。
- 2001年起，昌平区在已修缮部分陵寝的基础之上，投资上亿元开始了又一轮的大规模修缮，先后修缮了德陵、康陵、庆陵、泰陵、茂陵，到2013年初，最后一座残陵裕陵修缮完工。2013年1月1日起，十三陵特区办事处将永陵、康陵、茂陵、泰陵、德陵、庆陵6座陵寝对外开放，但不接待散客。[4]

## 未来规划
中国在申报世界文化遗产时，曾向联合国教科文组织承诺，将陵区部分居民迁出，恢复原本风貌。但截至2018年，陵区内仍有2万多居民，13座皇陵也仅有定陵、长陵和昭陵对公众开放。
按照规划，将复建陵区南面8公里围墙，在明代87平方公里陵区范围内实行准封闭式管理。这涉及到16个村、1.5万人的搬迁，以及G110、昌赤路和怀长路三条穿行陵区道路的改道。之后，游客在陵区将只能选择环保巴士、步行、自行车等交通方式。陵区内尚未开放的10座帝陵和其它陪葬墓也将修缮开放。同时，将在陵区外建设十三陵门户区，门户区将分为三个部分：明文化体验区将展现明代经济社会发展、生活礼仪等；故宫文创园将由故宫博物院设立故宫明代藏品博物馆，并开展学术交流、文创产品研发与销售；生态社区将用于安置迁出的村民，建设游客集散中心等。

## 图集
- 十三陵神道穿过碑亭
- 明十三陵中四座帝王陵：（从右到左）献陵（明仁宗）、庆陵（明光宗）、裕陵（明英宗）和茂陵（明宪宗）。
- 位于西侧的定陵（明神宗）和昭陵（明穆宗）
- 雪后的景陵村及景陵（图中偏上）
- 明神宗金质头冠

## 备注
1. ↑  有作者称七处陪葬墓。太監王承恩墓未被计入[1]:124。

## 外部連結
- 十三陵特区官方网站 （页面存档备份，存于）
- 清代人士的明十三陵與景帝陵情懷 （页面存档备份，存于）
- 明十三陵－風雨無言的日志